# East Grand Rapids
East Grand Rapids é uma cidade localizada no estado americano de Michigan, no Condado de Kent.
Também cidade do vocalista Anthony Kiedis, da banda de rock Red Hot Chili Peppers.

## Demografia
Segundo o censo americano de 2000, a sua população era de 10.764 habitantes.
Em 2006, foi estimada uma população de 10.373, um decréscimo de 391 (-3.6%).

## Geografia
De acordo com o United States Census Bureau tem uma área de
8,8 km², dos quais 7,6 km² cobertos por terra e 1,2 km² cobertos por água.

## Localidades na vizinhança
O diagrama seguinte representa as localidades num raio de 12 km ao redor de East Grand Rapids.